# 裂叶粉背蕨
裂叶粉背蕨（学名：Aleuritopteris argentea var. geraniifolia）为中国蕨科粉背蕨属下的一个变种。

## 扩展阅读
- 維基物種上的相關：裂叶粉背蕨